# Euphyia tonnaichana
Euphyia tonnaichana là một loài bướm đêm trong họ Geometridae.